# Parafia Świętej Rodziny w Gostkowie

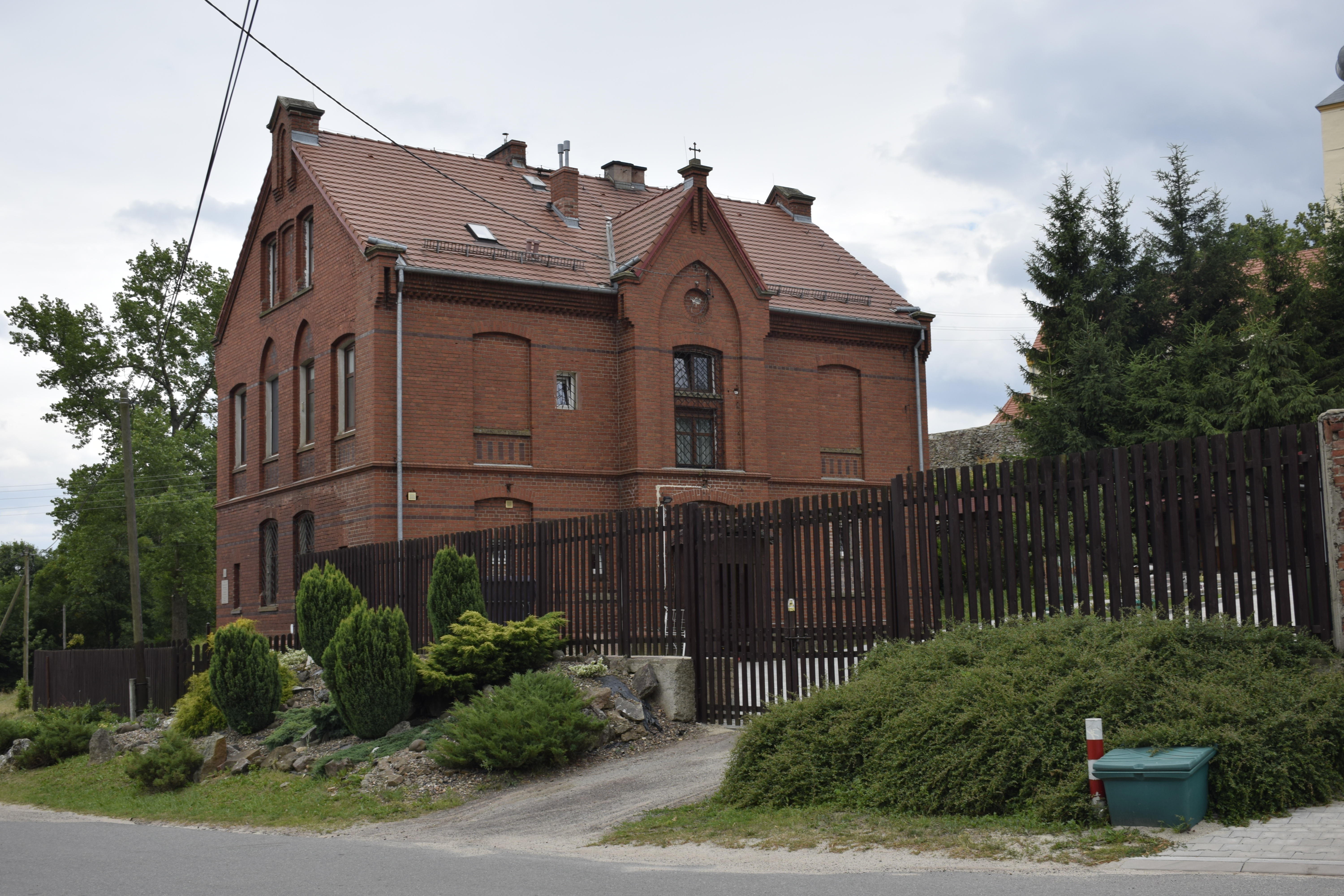
Plebania

Parafia Świętej Rodziny w Gostkowie – parafia rzymskokatolicka znajdująca się w dekanacie Kamienna Góra Wschód w diecezji legnickiej. Jej proboszczem jest  ks. Andrzej Wilczyński. Obsługiwana przez księży diecezjalnych.

## Zasięg parafii
- Gostków
- Jaczków
- Nowe Bogaczowice
- Sędzisław

## Proboszczowie po 1945
Źródło: 
- ks. Jan Szul (1949–1955)
- ks. Antoni Kamiński (1955–1957)
- ks. Zygmunt Targosz (1957)
- ks. Emil Dadej (1957–1958)
- ks. Maciej Mościchowski (1958–1966)
- ks. Ludwik Kośmidek (1967–1979)
- ks. Jan Górecki (1979–1984)
- ks. Bolesław Sylwestrzak (1984–1990)
- ks. Kazimierz Meler (1990–2005)
- ks. Andrzej Wilczyński (od 27 czerwca 2005)[3]

## Cmentarze
- Parafialny przy kościele w Gostkowie, parafialny w Jaczkowie, parafialny w Sędzisławiu.